# Sarima rinkihonis
Sarima rinkihonis är en insektsart som beskrevs av Matsumura 1916. Sarima rinkihonis ingår i släktet Sarima och familjen sköldstritar. Inga underarter finns listade i Catalogue of Life.